# 고성 학림리 지석묘
고성 학림리 지석묘(固城 鶴林里 支石墓)는 대한민국 경상남도 고성군 하일면 학림리에 있는 고인돌이다. 1977년 12월 28일 경상남도의 기념물 제37호 학림 지석묘로 지정되었다가, 2018년 12월 20일 현재의 명칭으로 변경되었다.

## 개요
이곳 학림리 마을 앞의 들에 8기의 지석묘가 분포되어 있다. 지석묘는 우리나라 선사시대에 해당하는 청동기시대에 살았던 사람들의 무덤으로 알려져 있으며, 돌멘 또는 고인돌이라고도 불리고 있다.
이러한 지석묘는 큰 뚜껑돌 밑에 시체를 안치하는 구조로 되어 있으며, 이곳의 지석묘는 개석 밑에 낮은 받침돌이 마련되어 있어 마치 바둑판 같다고 해서 기반식 지석묘라고도 한다. 이러한 지석묘에서 출토되는 유물로서는 돌칼, 돌화살촉이 있으며, 청동유물도 수습되는 경우가 있다.
이곳은 해안 가까이에 위치하고 있어 일대의 청동기시대 문화연구에 중요한 자료가 되고 있다.

## 참고 자료
- 고성 학림리 지석묘 - 국가유산청 국가유산포털